# Killeen (Texas)
Killeen is een plaats (city) in de Amerikaanse staat Texas, en valt bestuurlijk gezien onder Bell County.
In 1991 vond hier de schietpartij bij Luby's plaats.

## Demografie
Bij de volkstelling in 2000 werd het aantal inwoners vastgesteld op 86.911.
In 2006 is het aantal inwoners door het United States Census Bureau geschat op 102.003, een stijging van 15092 (17.4%).

## Geografie
Volgens het United States Census Bureau beslaat de plaats een oppervlakte van
91,6 km², waarvan 91,5 km² land en 0,1 km² water. Killeen ligt op ongeveer 252 m boven zeeniveau.

## Plaatsen in de nabije omgeving
De onderstaande figuur toont nabijgelegen plaatsen in een straal van 28 km rond Killeen.

## Geboren
- Robert Kimbrough (1967), astronaut